# Гарден (Юта)
Гарден (англ. Garden) — переписна місцевість (CDP) в США, в окрузі Рич штату Юта. Населення — 240 осіб (2020).

## Географія
Гарден розташований за координатами 41°52′27″ пн. ш. 111°25′1″ зх. д. / 41.87417° пн. ш. 111.41694° зх. д. (41.874269, -111.417030).  За даними Бюро перепису населення США в 2010 році переписна місцевість мала площу 68,77 км², з яких 68,70 км² — суходіл та 0,07 км² — водойми.

## Демографія
Згідно з переписом 2010 року, у переписній місцевості мешкала 181 особа в 78 домогосподарствах у складі 53 родин. Густота населення становила 3 особи/км².  Було 738 помешкань (11/км²).
Расовий склад населення:
| - 100,0 % — білих |

До двох чи більше рас належало 0,0 %. Частка іспаномовних становила 1,1 % від усіх жителів.
За віковим діапазоном населення розподілялося таким чином: 19,3 % — особи молодші 18 років, 51,4 % — особи у віці 18—64 років, 29,3 % — особи у віці 65 років та старші. Медіана віку мешканця становила 50,9 року. На 100 осіб жіночої статі у переписній місцевості припадало 132,1 чоловіків;  на 100 жінок у віці від 18 років та старших — 114,7 чоловіків також старших 18 років.
За межею бідності перебувало 32,3 % осіб, у тому числі 57,7 % дітей у віці до 18 років та 0,0 % осіб у віці 65 років та старших.
Цивільне працевлаштоване населення становило 62 особи. Основні галузі зайнятості: транспорт — 25,8 %, роздрібна торгівля — 25,8 %, виробництво — 17,7 %, фінанси, страхування та нерухомість — 16,1 %.